# Chorramschahr (Verwaltungsbezirk)
Chorramschahr (persisch خرمشهر) ist ein Schahrestan in der Provinz Chuzestan im Iran. Er enthält die Stadt Chorramschahr, welche die Hauptstadt des Verwaltungsbezirks ist. 

## Demografie
Bei der Volkszählung 2016 betrug die Einwohnerzahl des Schahrestan 170.976. Die Alphabetisierung lag bei 88 Prozent der Bevölkerung. Knapp 79 Prozent der Bevölkerung lebten in urbanen Regionen.
| Zensusjahr | Einwohnerzahl |
| ---------- | ------------- |
| 2011       | 163.701       |
| 2016       | 170.976       |